# Jüdischer Friedhof (Reichmannsdorf)

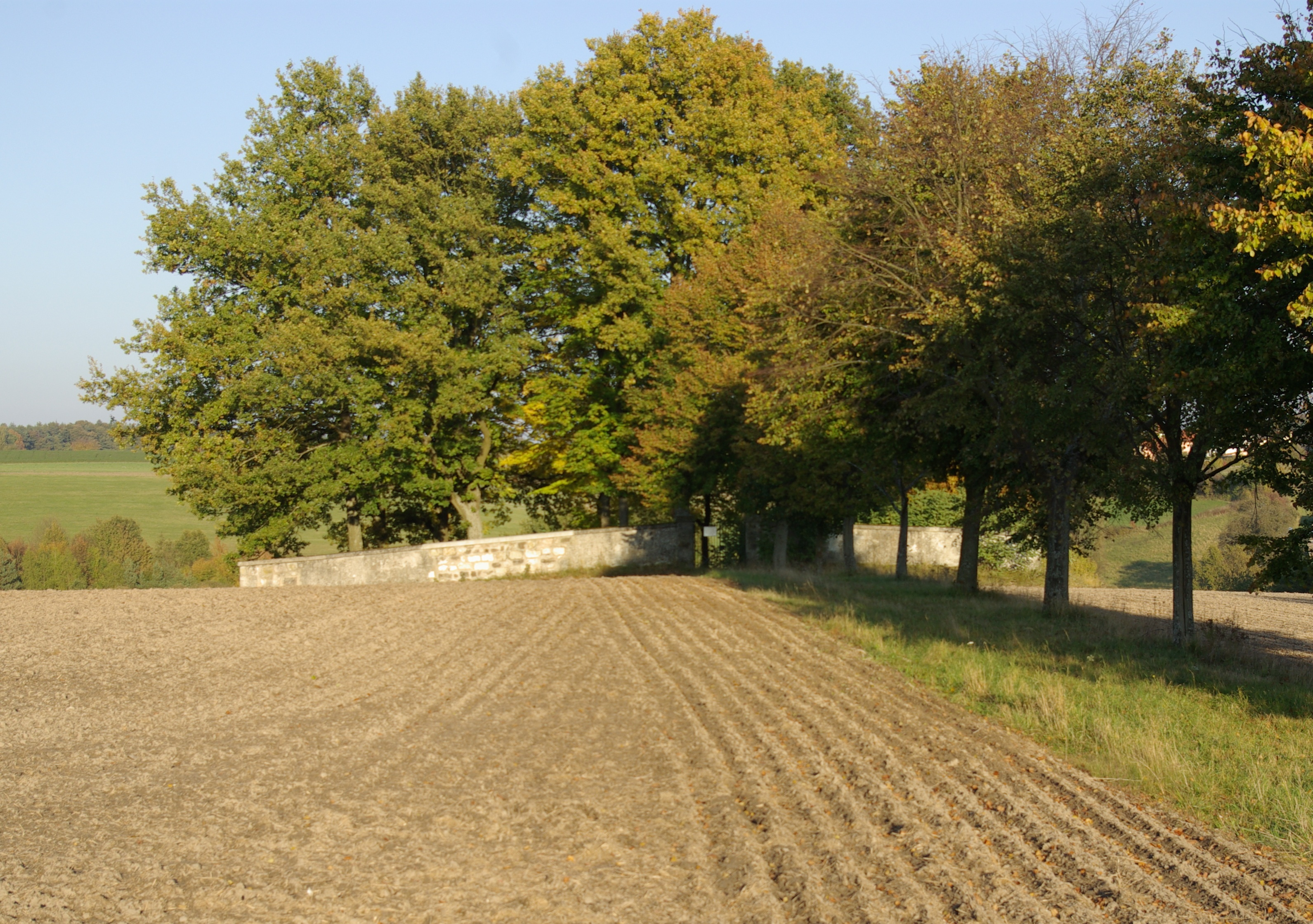
Jüdischer Friedhof in Reichmannsdorf, 2011

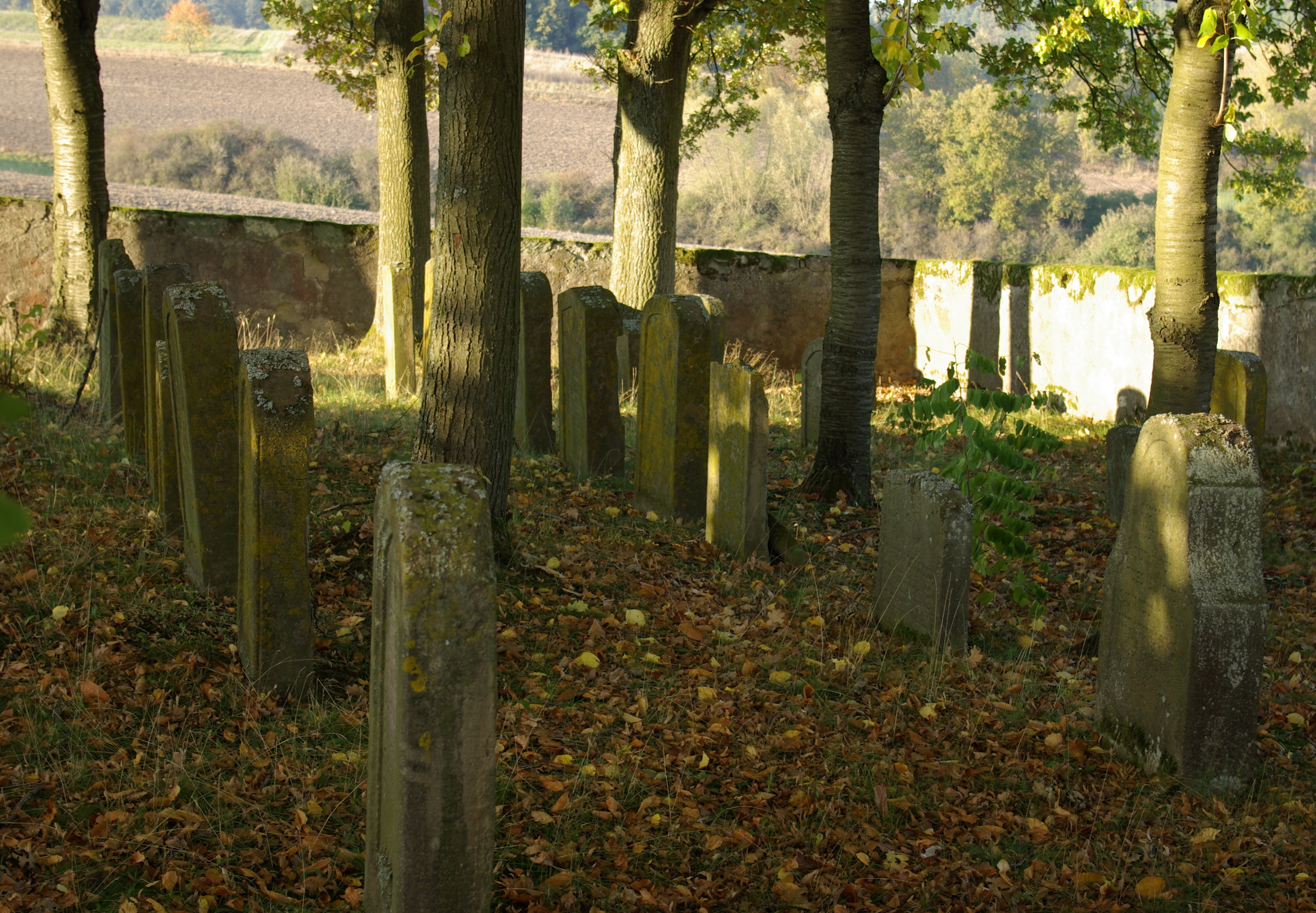
Jüdischer Friedhof in Reichmannsdorf, 2011

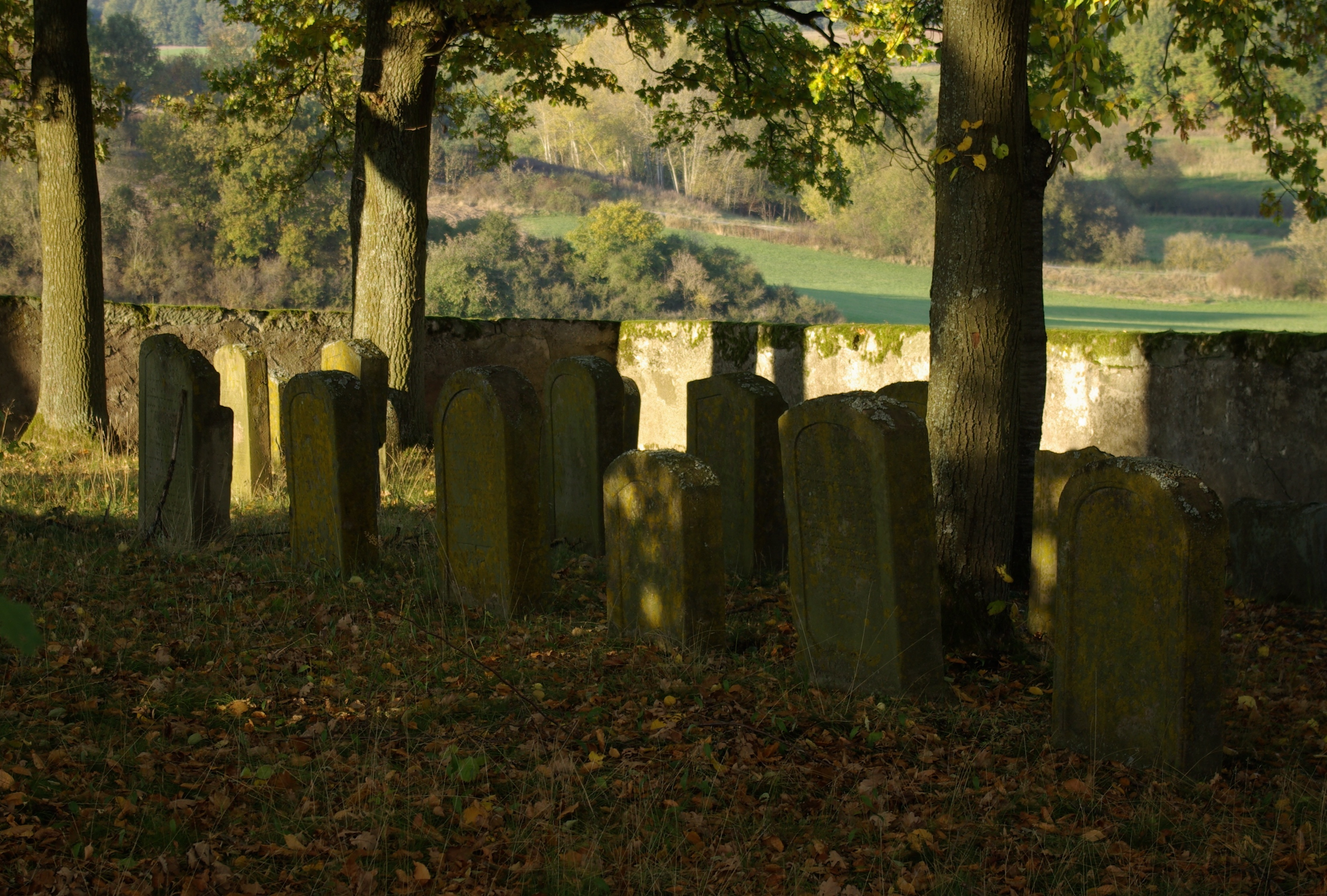
Jüdischer Friedhof in Reichmannsdorf, 2011

Der Jüdische Friedhof in Reichmannsdorf, einem Stadtteil von Schlüsselfeld im oberfränkischen Landkreis Bamberg, ist eine jüdische Begräbnisstätte, die 1840 errichtet und bis 1908 belegt wurde.

## Lage
Der 680 m² große Friedhof liegt nördlich des Ortskerns von Reichmannsdorf auf einer kleinen Anhöhe am Sambachergrund, östlich der Straße nach Mönchsambach.

## Geschichte
Die Entstehung der jüdischen Gemeinde in Reichmannsdorf geht bis in die Zeit des 17. oder 18. Jahrhunderts zurück. Die erste Erwähnung von dort ansässigen Juden, die unter dem Schutz der Freiherren von Schrottenberg standen, stammt aus dem Jahr 1779. In der ersten Hälfte des 19. Jahrhunderts war in Reichmannsdorf fast ein Viertel der Einwohner jüdischen Glaubens. Die Verstorbenen der Kehillah in Reichmannsdorf wurden zunächst auf dem jüdischen Friedhof in Mühlhausen beerdigt.
Nachdem die Überführung der Toten nach Mühlhausen, das für damalige Verhältnisse „beinahe eine Stunde entfernt“ lag, als „sanitäts-polizeiwidrig“ galt, wurde 1832 die Anlage eines jüdischen Friedhofs in Reichmannsdorf genehmigt. 1840 erwarb die jüdische Gemeinde für 40 Gulden ein Grundstück von Georg Beßler, um dort einen eigenen Gottesacker zu errichten. Wahrscheinlich stammt auch die massive Bruchsteinmauer, die den Begräbnisplatz umfriedet und 1928 renoviert wurde, aus dieser Zeit.
Aufgrund der seit Mitte des 19. Jahrhunderts anhaltenden Abwanderung der Reichmannsdorfer Juden in die Städte oder ins Ausland wurde die jüdische Gemeinde 1907 aufgelöst und der jüdischen Gemeinde Burgebrach zugeteilt. Die letzte Beisetzung auf dem jüdischen Friedhof in Reichmannsdorf fand im Oktober 1908 statt. 1910 lebten noch neun Juden im Ort. 1924 gehörten nur noch drei jüdische Personen aus Reichmannsdorf zur jüdischen Gemeinde Burgebrach. 1926 wurde das Gebäude der ehemaligen Reichmannsdorfer Synagoge verkauft.
Während der Zeit des Nationalsozialismus ab 1933 wurde der Friedhof geschändet. Mindestens zehn in Reichmannsdorf geborene oder längere Zeit wohnhafte Juden fielen in den Vernichtungslagern dem Holocaust zum Opfer. Die Schäden am jüdischen Friedhof wurden 1945 wieder behoben. Die etwa 30 erhaltenen Grabsteine (Mazewot) sind zum Teil stark verwittert und, soweit erkennbar, ausschließlich hebräisch beschriftet.